# BMW 3.0 CSL
De BMW 3.0 CSL is een tourwagen van het Duitse automerk BMW. De 3.0 CSL is ontworpen in samenwerking met Alpina en gebaseerd op de BMW E9.
Hoewel de 3.0 CSL dezelfde motor kreeg ingebouwd als de 3.0 CS, heeft deze bij de CSL bijna 15 cc meer doordat de boring van de motor met een kwart van een millimeter werd vergroot., Hierdoor werd de 3.0 CSL toegelaten in de "meer dan 3 liter"-klasse. In 1973 werd uiteindelijk de piek bereikt van 3.153 cc.
Van 1975 tot en met 1979 werd het European Touring Car Championship ieder jaar gewonnen door een 3.0 CSL.